# Tajhte
Tajhte je naselje u slovenskoj Općini Šentjuru. Tajhte se nalazi u pokrajini Štajerskoj i statističkoj regiji Savinjskoj. 

## Stanovništvo
Prema popisu stanovništva iz 2002. godine naselje je imalo 65 stanovnika.